# SC Leipzig-Gohlis
Der SC Leipzig-Gohlis (e. V.) war ein Schachverein aus dem Leipziger Stadtteil Gohlis, Sachsen. Der Verein ging nach der Wende aus der Schachabteilung der BSG Motor Gohlis Nord hervor und fusionierte am 1. April 2011 mit der Schachabteilung des SV Lok-Leipzig-Mitte zur Schachgemeinschaft Leipzig (SG Leipzig). Nach dem Zusammenschluss bildet die Schachgemeinschaft mit rund 200 Mitgliedern den viertgrößten Schachverein in Deutschland.
Für seine erfolgreiche Nachwuchs- und Vereinsarbeit der letzten Jahre erhielt der SC Leipzig-Gohlis 2011 den „Jahrespokal des Stadtsportbundes Leipzig“. Während die erste Mannschaft des Schachclubs im allgemeinen Spielbetrieb lediglich eine Saison in der deutschen Schachbundesliga bestritt, war die Damenmannschaft in der Frauenbundesliga deutlich erfolgreicher. In der Saison 1997/98 erreichten die Damen mit dem 3. Platz ihre beste Platzierung im Mannschaftsschach.

## Bundesliga

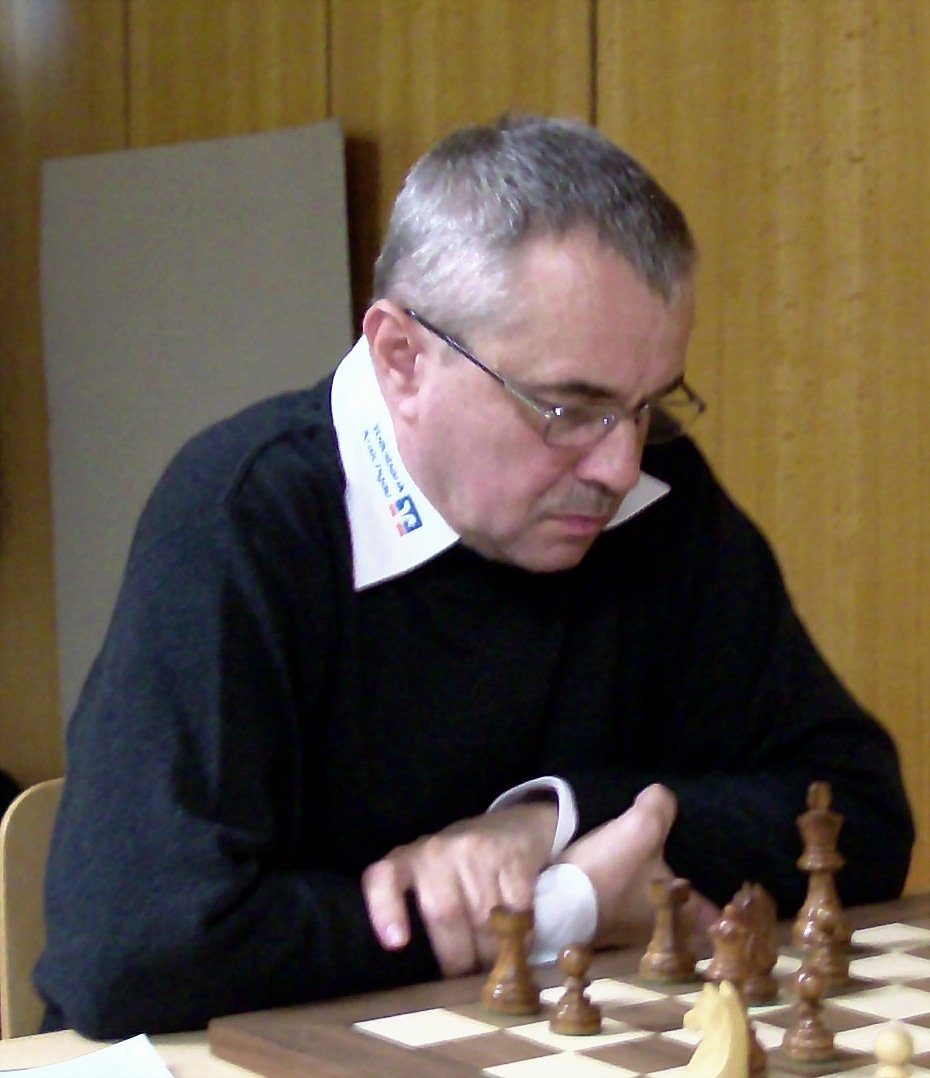
Der Großmeister Lothar Vogt (hier 2008), in der einzigen Bundesligasaison des Clubs für Leipzig am Brett

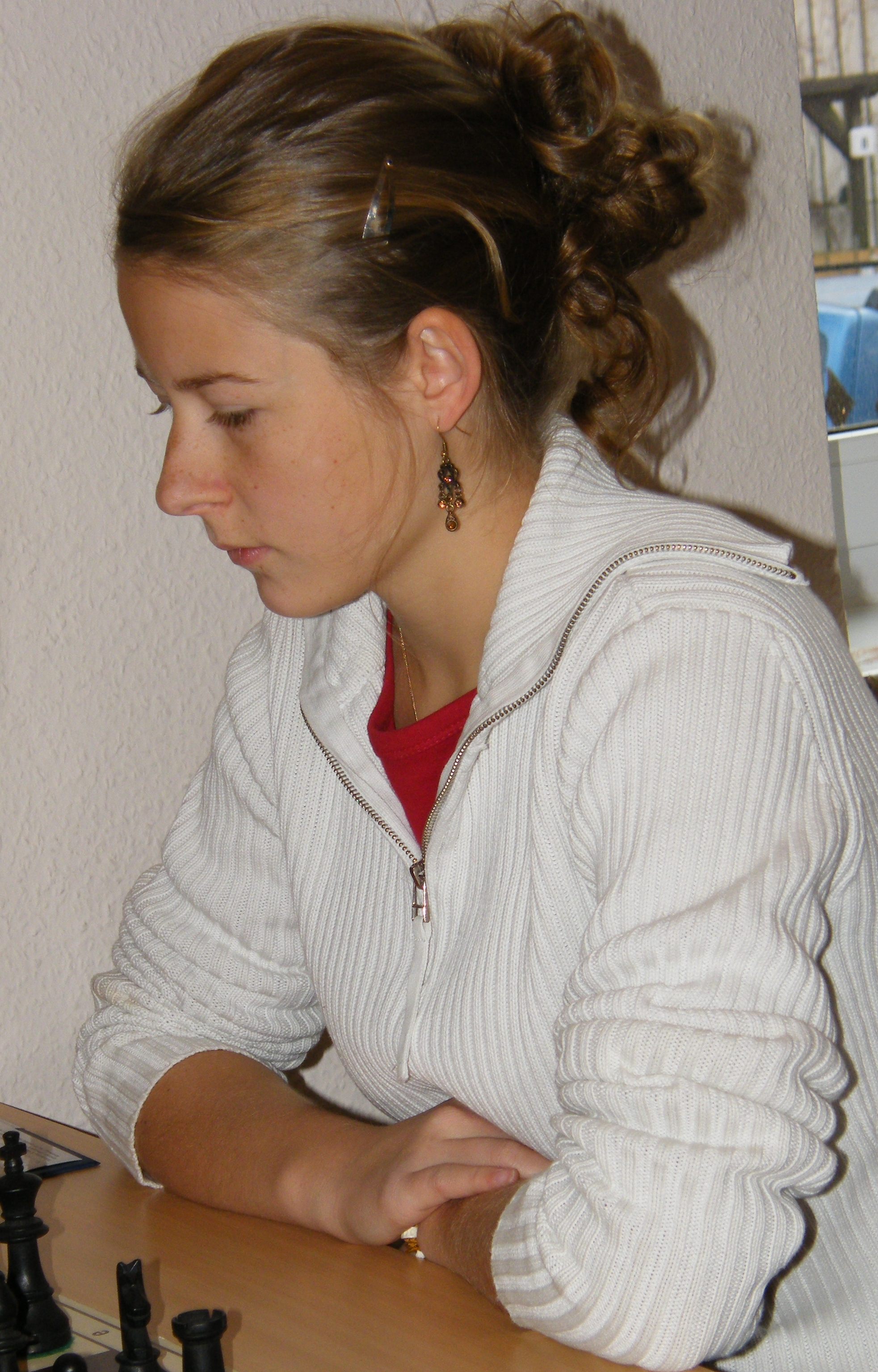
Die Internationale Meisterin Melanie Ohme, von 1998 bis 2010 für den SC Leipzig-Gohlis am Brett

Im allgemeinen Spielbetrieb spielte die erste Mannschaft des SC Leipzig-Gohlis nach der Wiedervereinigung überwiegend in der 2. Bundesliga (Ost). Lediglich 2005 gelang ihr der Aufstieg in die Schachbundesliga. Allerdings stieg die Mannschaft nach einem 15. Platz in der Saison 2005/06 – wie die übrigen drei Neulinge auch – gleich wieder ab. In ihrer letzten Saison 2010/2011 spielte die erste Mannschaft in der Oberliga, die neu gebildete Schachgemeinschaft Leipzig begann aufgrund des Startrechts des SV Lok Leipzig-Mitte in der Saison 2011/12 in der 2. Bundesliga (Ost). In der Ewigen Tabelle der Schachbundesliga belegen die Herren mit Stand Abschluss der Saison 2010/11 den 78. Rang.
Im 16-köpfigen Mannschaftskader der einzigen Bundesligasaison spielte der Großmeister (GM) Lothar Vogt am ersten Brett. Vogt wies zu dieser Zeit eine Elo-Zahl von 2484 auf. Ferner standen ein Internationaler Meister (IM) und neun FIDE-Meister (FM) im Kader. Am 15. Brett gemeldet und zweimal eingesetzt wurde Melanie Ohme, die ansonsten von 2007 bis 2011 die Bundesligamannschaft der Damen anführte.

## Bundesliga Damen
Wesentlich länger hielt sich die Damenmannschaft in der Bundesliga, pendelte dabei allerdings als echte Fahrstuhlmannschaft fast ständig zwischen Liga eins und zwei.

### Platzierungen
Die Frauenmannschaft stieg 1994 in die höchste Liga, die 1991 gebildete Schachbundesliga der Damen, auf. In der ersten Saison 1994/95 belegte sie den 5. Platz. Die beste Platzierung in ihrer Bundesligageschichte erreichte die Mannschaft 1997/98 mit dem 3. Platz. Nach dem Abstieg 2000/01 in die 2. Bundesliga (Ost) stieg sie 2002 sofort wieder auf, stieg aber auf dem letzten, zwölften Platz 2002/03 sofort wieder ab. Nach einem weiteren Jahr in der 2. Liga erfolgte der erneute Aufstieg in die Bundesligasaison 2004/05. Auch in dieser Saison konnte der Verein die erste Liga nur für ein Jahr halten und landete nach dem elften Platz wiederum in Liga zwei. Nach bekanntem Muster gastierte sie dort für ein Jahr und spielte ab 2006/07 wieder erstklassig, diesmal für längere Zeit. Nach einem 9. Platz 2006/07 belegte der SC Leipzig-Gohlis in den drei folgenden Spielzeiten jeweils den 7. Platz in der Bundesliga.
In der letzten Saison des Vereinsbestehens 2010/11 folgte mit dem 10. Rang der vierte Abstieg, sodass die neu gebildete Schachgemeinschaft Leipzig in der Saison 2011/12 in der 2. Bundesliga beginnt.
Zudem waren die Damen des Vereins fünfmal Deutscher Mannschaftsmeister im Blitzschach, zuletzt 2010.

### Mannschaftskader
Im 14-köpfigen Mannschaftskader der Saison 2010/11 standen ein Großmeister der Frauen (WGM), drei Internationale Meister der Frauen (WIM) und drei FIDE-Meister der Frauen (WFM). Dazu zählten 
Melanie Ohme und Martina Beltz (beide WIM). Während andere Frauenteams inzwischen teilweise über die Hälfte ausländischer Spitzenspielerinnen einsetzen, saß in dieser Saison für Leipzig nur eine einzige Ausländerin am Brett. Die höchste Elo-Zahl in der Bundesligageschichte der Mannschaft wies Dana Reizniece (WGM) mit 2341 auf (Saison 2009/10).